# Promontorium Laplace
Das Promontorium Laplace oder Kap Laplace ist eines der beiden Kaps an den Enden der Montes Jura am Rande des Sinus Iridum auf dem Mond. Kap Laplace liegt nördlich von Sinus Iridum, gegenüber dem zweiten Kap Promontorium Heraclides (Kap Heraclides).
Es ist nach dem französischen Astronomen Pierre-Simon Laplace benannt.